# 克里斯蒂安·伍德
克里斯蒂安·馬奎斯·伍德（1995年9月27日—）為美國男子籃球運動員，場上位置為大前鋒，最後效力於NBA洛杉磯湖人。

## 職業生涯

### 費城76人 / 德拉瓦87人 (2015–2016)

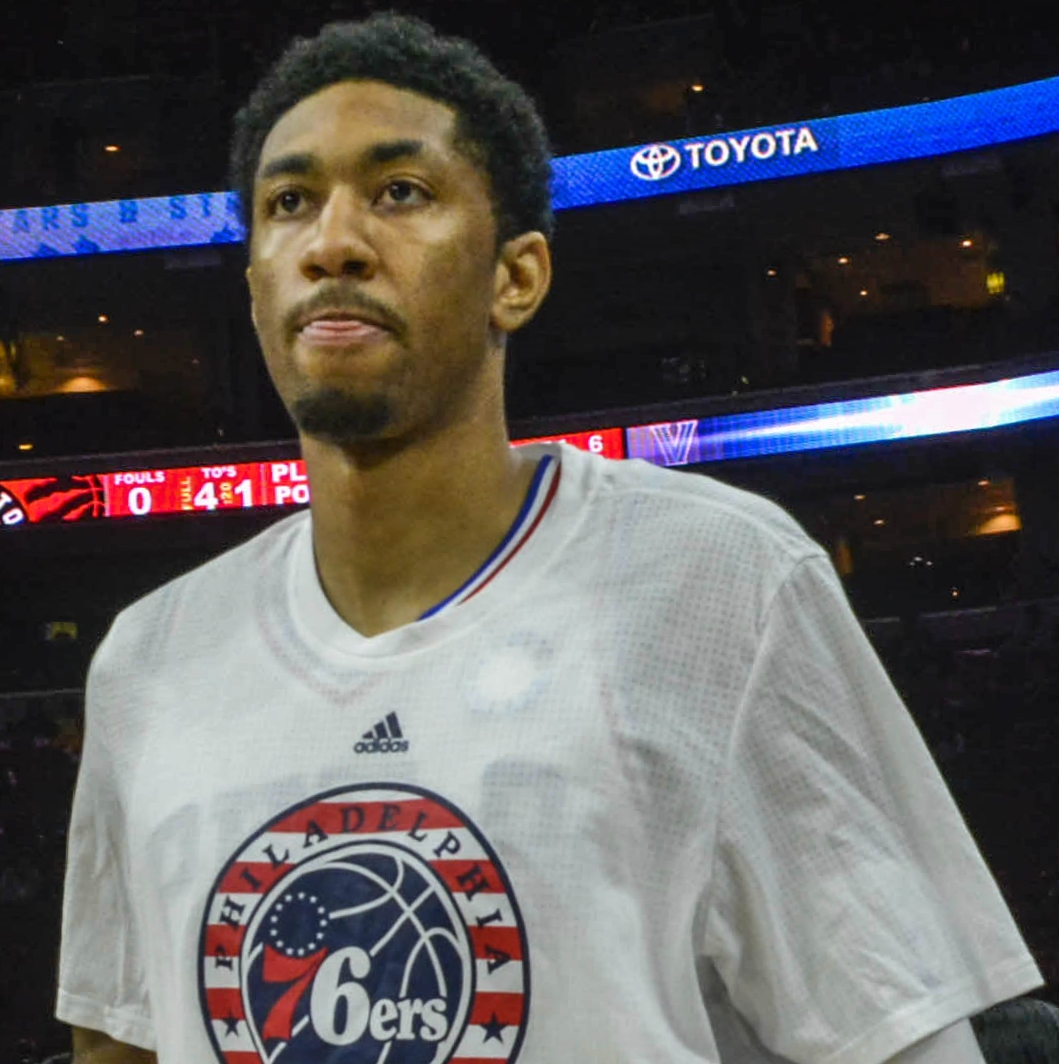
Wood with the Philadelphia 76ers in 2015

2015年NBA選秀大會，伍德不幸落選。落選之後，2015年6月26日，休士頓火箭和伍德達成一份簽約協議，並代表火箭參加NBA夏季聯賽。9月8日，火箭放棄與伍德簽約。9月27日簽約費城76人。2016年1月4日，他被76人裁掉。2016年1月6日，伍德被德拉瓦87人簽下。 3月4日，他回到76人，與球隊簽訂了一份為期10天的合約。然而他在3月7日被76人裁掉。兩天後，他被87人重新簽下。 3月27日，他再次被徵召，與76人簽下了另一份為期10天的合約。 4月7日，他與76人簽約，效力本賽季剩餘時間。
2016年7月，伍德重新加盟76人，參加2016年NBA夏季聯賽。

### 夏洛特黃蜂 / 格林斯博羅蜂群 (2016–2017)
2016年7月14日加盟夏洛特黃蜂。之後黃蜂沒有選擇與他續約。在NBA的第二個賽季之後，伍德進入了自由球員行列，因為他的第二年是球隊選項。伍德後來加入達拉斯獨行俠和鳳凰城太陽，分別在奧蘭多和拉斯維加斯參加2017年NBA夏季聯賽。伍德是當年在奧蘭多贏得夏季聯賽冠軍的達拉斯獨行俠的一員。
2017年8月9日，伍德簽約中国男子篮球职业联赛福建鲟。10月2日，福建鲟宣布簽下伍德。伍德代表福建鲟出賽三場CBA季前賽，總計攻下36分。10月28日，福建鲟改簽下迈克·哈里斯頂替伍德。之後伍德回到德拉瓦87人。

### 密爾瓦基公鹿 (2018)

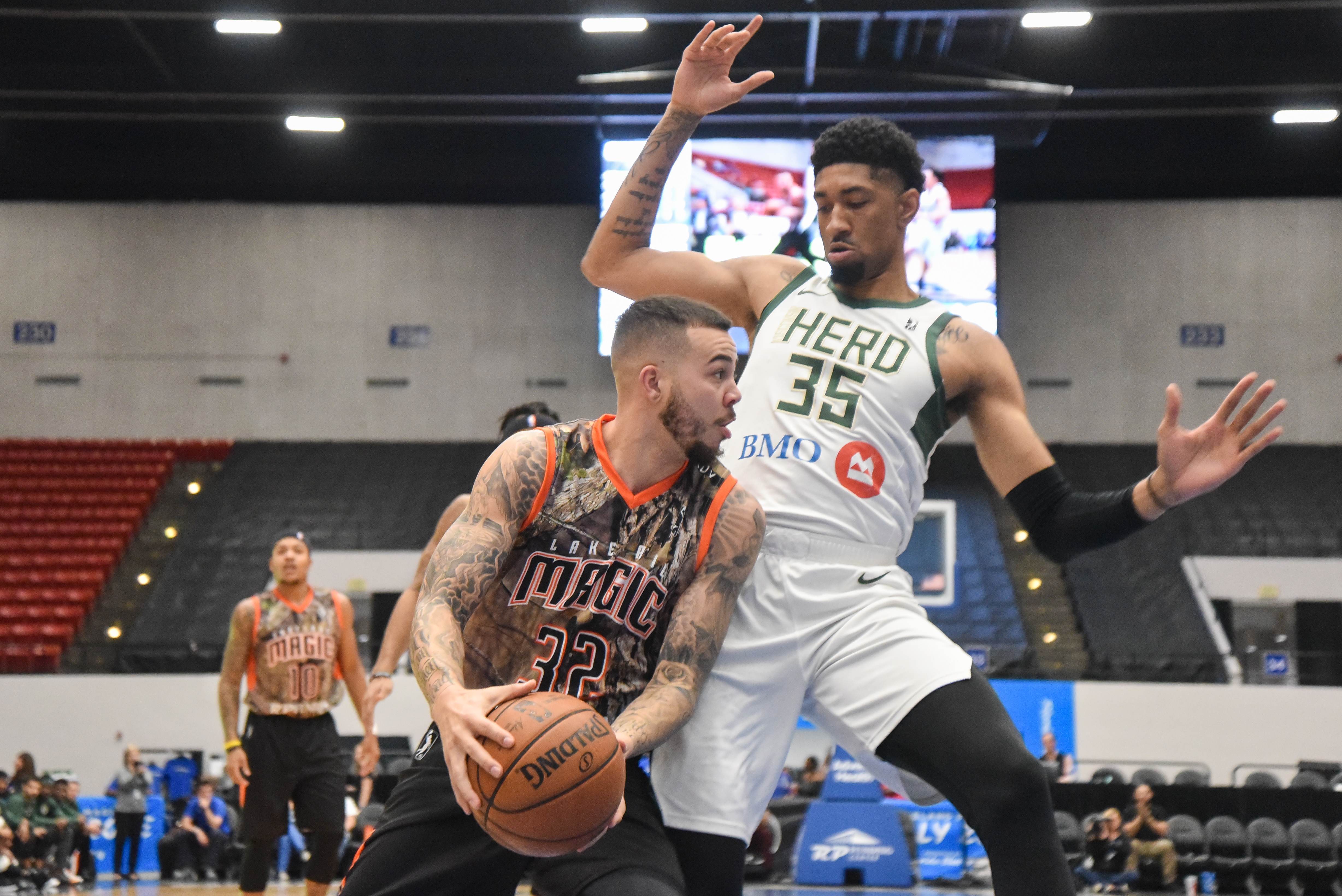
Wood (35) with the Wisconsin Herd

2018年8月14日，伍德由密爾瓦基公鹿簽下。在2019年3月18日，伍德被公鹿裁掉。

### 紐奧良鵜鶘 (2019)
紐奧良鵜鶘在3月20日認領伍德的合約，4月10日伍德以先發出賽33分鐘，得到26分和12籃板，2019年7月15日鵜鶘裁掉伍德。

### 底特律活塞 (2019–2020)
底特律活塞在7月17日認領伍德的合約，2020年3月5日以先發出賽39分鐘，得到29分、10籃板、2助攻和1封阻。據報導，2020年3月14日，伍德在嚴重特殊傳染性肺炎疫情和隨後的賽季暫停中被檢測出嚴重特殊傳染性肺炎陽性。他在3月7日對陣猶他爵士魯迪·戈貝爾的比賽中得到30分和11個籃板，後者是第一位測試呈陽性的球員。

### 休士頓火箭 (2020–2022)
2020年11月24日，火箭跟活塞交易，火箭送出崔佛·亞瑞查和2020年首輪16號籤還有一個次輪選秀籤跟部分現金，得到活塞的伍德和一個未來首輪籤還有一個次輪籤。休士頓火箭以3年4100萬簽下伍德。

### 達拉斯獨行俠 (2022–2023)
2022年6月24日，伍德被交易到達拉斯獨行俠，以換取博班·馬揚諾維奇、特雷·伯克、馬奎斯·克里斯、史特林·布朗，以及小溫德爾·摩爾的選秀權。

### 洛杉磯湖人 (2023–2025)
2023年9月6日，伍德簽約洛杉磯湖人。

## 生涯數據

### NBA

#### 例行賽
| 賽季    | 球隊 | GP  | GS  | MPG  | FG%  | 3P%  | FT%  | RPG  | APG | SPG | BPG | PPG  |
| ------- | ---- | --- | --- | ---- | ---- | ---- | ---- | ---- | --- | --- | --- | ---- |
| 2015–16 | PHI  | 17  | 0   | 8.5  | .415 | .364 | .619 | 2.2  | .2  | .3  | .4  | 3.6  |
| 2016–17 | CHA  | 13  | 0   | 8.2  | .522 | .000 | .733 | 2.2  | .2  | .2  | .5  | 2.7  |
| 2018–19 | MIL  | 13  | 0   | 4.8  | .480 | .600 | .667 | 1.5  | .2  | .0  | .0  | 2.8  |
| 2018–19 | NOP  | 8   | 2   | 23.6 | .533 | .286 | .756 | 7.9  | .8  | .9  | 1.3 | 16.9 |
| 2019–20 | DET  | 62  | 12  | 21.4 | .567 | .386 | .744 | 6.3  | 1.0 | .5  | .9  | 13.1 |
| 2020–21 | HOU  | 41  | 41  | 32.3 | .514 | .374 | .631 | 9.6  | 1.7 | .8  | 1.2 | 21.0 |
| 2021–22 | HOU  | 68  | 67  | 30.8 | .501 | .390 | .623 | 10.1 | 2.3 | .8  | 1.0 | 17.9 |
| 2022–23 | DAL  | 67  | 17  | 25.9 | .515 | .376 | .772 | 7.3  | 1.8 | .4  | 1.1 | 16.6 |
| 生涯    | 生涯 | 289 | 139 | 24.2 | .518 | .379 | .693 | 7.3  | 1.5 | .6  | .9  | 14.8 |

## 外部連結
- 克里斯蒂安·伍德在NBA（英语）
- 克里斯蒂安·伍德在Basketball-Reference.com（NBA）（英语）
- 克里斯蒂安·伍德在Basketball-Reference.com（NBA G聯盟）（英语）
- 克里斯蒂安·伍德在Sports-Reference.com（NCAA）（英语）
- 克里斯蒂安·伍德在ESPN（NBA）（英语）
- 克里斯蒂安·伍德在Eurobasket.com（球員）（英语）
- 克里斯蒂安·伍德在RealGM（英语）
- 克里斯蒂安·伍德在Proballers（英语）